# Évangile des Nazaréens

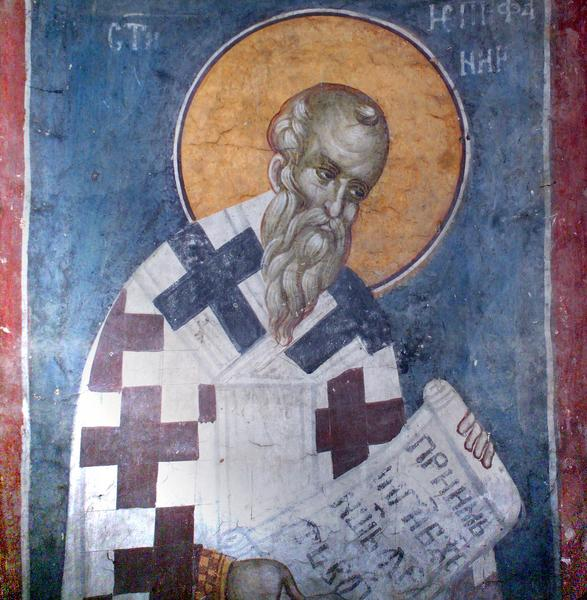
Epiphanus

L'Évangile des Nazaréens (en abrégé EN) est le nom traditionnel mais hypothétique donné par certains spécialistes à un évangile reconstitué où sont distinguées parmi des citations subsistant dans les écrits patristiques certaines références à des évangiles judéo-chrétiens non-canoniques.

## Collation enÉvangile des Nazaréens
La plupart des érudits du XXe siècle ont identifié l'Évangile des Nazaréens comme distinct de l' Évangile des Hébreux et de l' Évangile des Ébionites.

### Éditions textuelles de l'Évangile des Nazaréens
L'édition critique standard actuelle du texte se trouve dans le Nouveau Testament apocryphe de Schneemelcher, où 36 versets, du verset 1 au verset 36, sont rassemblés. Les passages de l'EN 1 à l'EN 23 proviennent principalement de Jérôme, les EN 24 à EN 36 proviennent ensuite de sources médiévales. Cette classification est maintenant consensuelle.
Toutefois Craig A. Evans (2005) suggère que « si nous avons peu de confiance dans l'identification traditionnelle des trois évangiles juifs (Nazaréens, Ébionites et Hébreux), alors peut-être devrions-nous travailler avec les sources que nous avons : (1) l'Évangile juif connu d'Origène, (2) l'Évangile juif connu d'Épiphane, et (3) l'Évangile juif connu de Jérôme », suggérant par là que les textes médiévaux devraient être écartées de l'étude principale. 

### Le nomÉvangile des Nazaréens
Le nom Évangile des Nazaréens a été utilisé pour la première fois en latin par Paschasius Radbertus (790-865) et, à peu près à la même époque, par Haimo, bien qu'il y ait une différence vis-à-vis de ce que Jérôme écrit. Les descriptions « evangelium Nazarenorum », « in evangelio Nazarenorum », etc. deviennent ainsi monnaie courante dans les discussions ultérieures.  
Le nom hypothétique fait référence à une identification possible avec la communauté nazaréenne de la Palestine romaine. C'est un évangile hypothétique, qui peut ou pas, être identique ou dérivé de l'Évangile des Hébreux ou de l'Évangile canonique de Matthieu. Le titre, Évangile des Nazaréens, est un néologisme car il n'a été mentionné dans les catalogues de l'Église primitive ni par aucun des pères de l'Église. Aujourd'hui, tout ce qui reste de son texte original sont des notations, des citations et des commentaires de divers Pères de l'Église, comme Hégésippe, Origène, Eusèbe et Jérôme.  
L' Évangile des Nazaréens a fait l'objet de nombreuses discussions critiques et conjectures au cours du siècle dernier. Des discussions récentes ont jeté une lumière considérable sur les problèmes liés à cet évangile. En effet, les seuls témoins littéraires sont de brèves citations trouvées dans la littérature patristique et des citations des Pères de l'Église. (Jérôme, Commentaire sur Michée, 7). Cela revêt une grande importance car une critique plus sévère soutient que l'Évangile canonique de Matthieu n'est pas une reproduction littérale de l'autographe original de Matthieu, mais plutôt la production d'un rédacteur inconnu, composé en grec à titre posthume pour Matthieu. Cela correspond par ailleurs à l'assertion de Jérôme, selon laquelle il a déclaré : « Matthieu, également appelé Lévi, apôtre et ancien publicain, a composé un évangile du Christ d'abord publié en Judée en hébreu pour le bien de ceux qui croyaient, mais c'était après traduit en grec, mais par quel auteur est incertain. » (Jérôme, La Vie des hommes illustres, chapitre 3)

## Contexte – Nazaréens
Le terme « Nazaréen » a été appliqué à Jésus de Nazareth (Évangile de Matthieu 2:23). La mention d'une « secte des Nazaréens » apparaît d'abord avec Tertulle (Actes 24: 5). Après Tertulle, le nom n'apparaît plus, à part une référence peu claire dans l'Onomasticon d'Eusèbe, jusqu'à ce qu'un nom similaire, « Nazôréens », soit distingué par Épiphane dans son Panarion au IVe siècle.
C'était le terme utilisé pour identifier la secte à prédominance juive qui croyait que Jésus était le Messie. Lorsque cette secte s'est ramifiée dans le monde des Gentils, ils se sont fait connaître du nom de chrétiens.  
Au IVe siècle, les Nazaréens sont généralement acceptés comme étant les premiers chrétiens à adhérer à la loi mosaïque dirigés par Jacques le Juste, le frère de Jésus. Traditionnellement, il dirigeait l'Église depuis Jérusalem, selon 1 Corinthiens (15:7), il avait une l'apparence de Jésus ressuscité, et seulement « à tous les apôtres ». 

## Sources primaires – Témoignages patristiques
Concernant son origine, Jérôme raconte que les Nazaréens croyaient que l'Évangile hébreu qu'il avait reçu alors qu'il était à Chalcis avait été écrit par Matthieu lui-même. Dans son ouvrage Sur les hommes illustres, Jérôme explique que Matthieu, également appelé Lévi, a composé un évangile du Christ, qui a été publié pour la première fois en Judée en écriture hébraïque pour le bien de ceux qui circoncisaient qui croyaient (Sur les hommes illustres, 2). En même temps, dans son Commentaire sur Matthieu, Jérôme se réfère à l' Évangile des Nazaréens et à l' Évangile des Hébreux.
Épiphane est du même avis ; il déclare dans son Panarion que Matthieu seul a exposé et déclaré l'évangile en hébreu parmi les écrivains du Nouveau Testament : « En vérité, Matthieu seul des écrivains du Nouveau Testament a exposé et déclaré l'Évangile en hébreu en utilisant le script hébreu. » (Panarion 30.3.7) 
Origène ajoute à cela en déclarant que, parmi les quatre évangiles, Matthieu, le receveur qui est devenu plus tard un apôtre de Jésus-Christ, a d'abord composé l'évangile pour les convertis du judaïsme, publié en langue hébraïque. (Eusèbe, Historia Ecclesiastica, 6,25) 

## Prises de position
Il existe deux points de vue concernant la relation entre les citations survivantes de l'EN : 

### L'évangile comme dépendant du Matthieu canonique
En raison de contradictions dans le récit du baptême de Jésus et d'autres raisons, la plupart des experts considèrent que l'Évangile des Nazaréens, l'Évangile des Hébreux et l'Évangile des Ébionites sont trois évangiles distincts, même si Jérôme a lié les Nazaréens à celui des Ébionites dans leur utilisation de l'Évangile des Hébreux.
Philipp Vielhauer écrit que les fragments grecs et latins collectés de l'EN, prouve que « son caractère littéraire [est] secondaire par rapport au Mt canonique ; encore une fois, du point de vue de la critique de forme et de l'histoire de la tradition, comme ainsi que celle du langage, il ne présente pas un proto-Matthieu mais un développement de l'Évangile grec de Matthieu (contre Waitz) ». De même, en ce qui concerne les fragments syriaques, Vielhauer écrit : « L'EN araméen (syriaque) ne peut pas être expliqué comme une rétroversion du Mt grec ; les expansions romanesques, les nouvelles formations, les abréviations et les corrections l'interdisent. En termes littéraires, l'EN peut être mieux caractérisé comme un rendu de targum du Matthieu canonique. » De ce point de vue, les fragments de l'EN sont liés à la version canonique de Matthieu, avec des différences mineures. Par exemple, l'EN remplace « pain quotidien » par « pain pour demain » dans la prière du Seigneur (EN 5), déclare que l'homme dont la main était flétrie (EN 10 ; Mt 12,10-13) était un tailleur de pierre et raconte qu'il y avait eu deux hommes riches adressés par Jésus (Mt 19,16-22) au lieu d'un seul (EN 16).

### L'évangile de Matthieu comme dépendant de l'EN
James R. Edwards (2009) soutient que l'évangile de Matthieu est basé sur un original hébreu et que les citations de l'Évangile des Nazaréens font partie de cet original.
Le point de vue d'Edwards est antérieur à celui d'Edward Nicholson (1879), bibliothécaire de Bodley. Ses conclusions étaient les suivantes : 
1. « Nous constatons qu'il existait chez les Nazaréens et les Ébionites un Évangile communément appelé l' Évangile selon les Hébreux, écrit en araméen, mais avec des caractères hébreux. Sa paternité a été attribuée par certains aux apôtres en général, mais par beaucoup ou la plupart – y compris clairement les Nazaréens et les Ébionites eux-mêmes – à Matthieu. »[16]
2. « Les Pères de l'Église, alors que l' Évangile selon les Hébreux existait encore dans son intégralité, s'y référaient toujours avec respect, souvent avec révérence : certains d'entre eux l'acceptaient sans hésitation comme étant ce que la tradition affirmait être l'œuvre de Matthieu, et même ceux qui n'ont pas enregistré leur expression de cette opinion ne l'ont pas remise en question. Une telle attitude est-elle compatible avec la supposition que l' Évangile selon les Hébreux était une œuvre de tendances hérétiques ? Cela s'applique avec une force décuplée à Jérôme. Après l'avoir copié, l'aurait-il traduit, s'il y avait vu de l'hérésie, pour diffusion publique à la fois en grec et en latin, et aurait-il continué à privilégier la tradition de Matthieu ? Et Jérôme, notons-le, ne cite pas seulement ces trois passages sans désapprobation ; il en cite en fait deux (Fr. 6 et Fr. 8) avec approbation. »[17]

La position de Nicholson selon laquelle l' Évangile des Hébreux était le véritable Évangile de Matthieu fait toujours l'objet d'un débat houleux. Cependant, la plupart des savants conviennent maintenant que l' Évangile de Matthieu trouvé dans la Bible n'a pas été écrit par Matthieu, mais composé à titre posthume pour lui.
Les preuves talmudiques des premiers évangiles chrétiens, combinées avec la référence de Papias à la « logia » hébraïque (Eusèbe, Histoire ecclésiastique, III. 39.16) et la découverte par Jérôme de l' Évangile des Hébreux en araméen (Jérôme, Contre Pélage, 3.2) ont conduit des universitaires tels que C.C. Torrey (1951) à envisager un évangile araméen ou hébreu original, c'est-à-dire l' Évangile des Hébreux en tant qu'il est utilisé par les Nazaréens.
L' Évangile des Nazaréens a souligné la judéité de Jésus,. Selon plusieurs sources anciennes, dont Jérôme (Contre Pélage, 3) et Épiphane (Panarion, 29-30), l' Évangile des Nazaréens était synonyme de l' Évangile des Hébreux et de l' Évangile des Ébionites. Ron Cameron considère toutefois ce lien comme douteux.

### Origine
L'origine est contestée mais, puisque Clément d'Alexandrie a utilisé le livre dans le dernier quart du IIe siècle, il doit alors être antérieur au IIe siècle. Son lieu d'origine pourrait être Alexandrie puisque deux de ses principaux témoins, Clément et Origène, étaient des Alexandrins. Cependant, la langue originale de l'Évangile des Nazaréens était l'hébreu, suggérant qu'il a été écrit spécifiquement pour les chrétiens juifs de langue hébraïque en Palestine, et en Syrie.

## Le texte reconstruit existant de l'Évangile des Nazaréenset les écarts avec Matthieu canonique
La liste suivante ,, représente des variantes trouvées dans l'Évangile des Nazaréens comparativement à des passages de l'Évangile de Matthieu: 
- (EN 2) Dans Matthieu 3, il est écrit : « Voici, la mère du Seigneur et ses frères lui ont dit : « Jean-Baptiste baptise pour la rémission des péchés ; allons et baptisons-le par lui. » Mais Il leur dit : « En quoi ai-je péché pour que j'aille me faire baptiser par lui ? À moins que ce que je viens de dire soit le péché de l'ignorance. » » (Jérôme, contre Pélage 3.2)[28]
- (EN 3) Matthieu 4: 5 n'est pas « dans la ville sainte » mais « à Jérusalem ».
- (EN 4) Matthieu 5:22 n'a pas l'expression sans cause comme dans א B 2174, certains vg mss, certains eth mss
- (EN 5) Matthieu 6:11 dit : « Donnez-nous aujourd'hui notre pain pour demain. » (Jérôme, Commentaire sur Matthieu 6:11)
- (EN 6) Matthieu 7:23 ajoute : « Si vous êtes dans mon sein, mais ne faites pas la volonté de mon Père céleste, je vous chasserai de mon sein. » [24] comme avec le non-canonique 2 Clément 2:15[29].
- (EN 7) Matthieu 10:16 a « plus de sages que des serpents » plutôt que « sages comme des serpents ».
- (EN 23) Dans Matthieu 10: 34-36, la traduction syriaque de la théophanie d'Eusèbe contient : « Il (le Christ) lui-même a enseigné la raison des séparations des âmes qui ont lieu dans les maisons, comme nous l'avons trouvé quelque part dans l'Évangile qui est répandu à l'étranger parmi les Juifs dans la langue hébraïque, dans laquelle il est dit : « Je choisis pour moi-même les plus dignes; les plus dignes sont ceux que mon Père céleste m'a donné. » » (Eusèbe, Théophanie, traduction syriaque 4.12)
- (EN 8) Matthieu 11:12 lit « est pillé » au lieu de « souffre de violence ».
- (EN 9) Matthieu 11:25 a « Je te remercie » plutôt que « Je te loue ».
- (EN 10) En Matthieu 12: 10-13, l'homme qui avait la main desséchée est décrit comme un maçon qui a demandé de l'aide avec les mots suivants : « J'étais un maçon cherchant un moyen de subsistance avec mes mains. Je t'en supplie, Jésus, de me rendre à ma santé, afin que je n'aie pas honte de mendier ma nourriture. » (Jérôme, Commentaire sur Matthieu 12:13)
- (EN 11) Matthieu 12:40 omet « trois jours et trois nuits » précédant immédiatement « au cœur de la terre ».
- (EN 12) Matthieu 15: 5 se lit comme suit : « C'est un korban (offrande) dont vous pouvez profiter. »  7:11,KJV.
- (EN 13) Matthieu 16: 2b-3 a été omis, comme dans א B V X Y Γ Uncial 047.
- (EN 14) Matthieu 16:17 a l'hébreu Shimon ben Yochanan (Simon fils de Jean) au lieu de l'araméen Simon Bar-Jonah (Simon fils de Jonah).
- (EN 15) En Matthieu 18: 21-22, Jésus est enregistré comme ayant dit : « Si votre frère a péché par la parole et a fait trois réparations, recevez-le sept fois par jour. » Simon, son disciple, lui dit : « Sept fois par jour ? » Le Seigneur répondit, lui disant : « Oui, je te le dis, jusqu'à soixante-dix fois sept fois. Car dans les prophètes aussi, après avoir été oints du Saint-Esprit, une parole de péché a été trouvée. » (Jérôme, contre Pélage 3.2)
- (EN 16) Dans Matthieu 19: 16-24, Origène, dans son Commentaire sur Matthieu, rapporte qu'il y a eu deux hommes riches qui se sont approchés de Jésus en chemin. Origène rapporte que le deuxième homme riche a demandé à Jésus : « Rabbi, quelle bonne chose puis-je faire pour vivre ? » Il (Jésus) lui dit : « Homme, accomplis la loi et les prophètes. » Il lui répondit : « Je l'ai fait (donc) ». Jésus a dit : « Allez, vendez tout ce que vous avez, et distribuez-le aux pauvres ; et venez, suivez-moi. » Mais l'homme riche a commencé à s'agiter (certains exemplaires lisent, « a commencé à se gratter la tête »), car cela ne lui plaisait pas. Et le Seigneur lui dit : « Comment peux-tu dire : J'ai accompli la loi et les prophètes, quand il est écrit dans la loi : Tu aimeras ton prochain comme toi-même, et beaucoup de tes frères, fils de Abraham, sont couverts de crasse, mourant de faim, et ta maison est pleine de beaucoup de bonnes choses, dont aucune ne leur sert ? » Et il (Jésus) se tourna et dit à Simon son disciple, qui était assis à côté de lui, « Simon fils de Jean, il est plus facile pour un chameau de passer par le chas d'une aiguille que pour les riches d'entrer dans le Royaume des Cieux. » (Origène, Commentaire sur Matthieu 19: 16-30)
- (EN 17) En Matthieu 21:12, Jérôme rapporte : « Car une certaine lumière ardente et étoilée brillait de Ses yeux, et la majesté de la Divinité brillait sur Son visage. »[30]. En outre, il est cité dans une note marginale d'un manuscrit du XIIIe siècle de l'aurore par Pierre de Riga ce qui suit : « Les rayons sortis de ses yeux qui les terrifièrent et les firent fuir. »
- (EN 18) Matthieu 23:35 lit : « Zacharie, le fils de Jehoiada » au lieu de « Zacharie, le fils de Barachia. » (Jérôme, Commentaire sur Matthieu 23:35)
- (EN 19) Matthieu 26:74 a : « Et il a nié, et il a juré (c'est-à-dire qu'il a prêté serment), et il a maudit (c'est-à-dire qu'il a juré). »
- (EN 21) Matthieu 27:51 déclare non pas que le voile du temple était déchiré, mais que le linteau du temple d'une taille merveilleuse s'est effondré. (Jérôme, lettre à Hedibia 120.8).
- (EN 22) Matthieu 27:65 dit : « Et il (Pilate) leur livra (les principaux sacrificateurs et les pharisiens) des hommes armés, afin qu'ils s'assoient contre le tombeau et le gardent jour et nuit. »
- EN 4, 6, 15a, 19, 22 proviennent de la « Zion Gospel Edition », trente-six manuscrits évangéliques datant du IXe au XIIIe siècle[31].
- Les passages de l'EN 24-36 proviennent ensuite de sources médiévales.

## Voir également
- Évangile des Ébionites - 7 fragments conservés par Épiphane de Salamine.
- Évangile des Hébreux - 7 fragments conservés par Jérôme
- Évangile selon Matthieu
- Évangiles synoptiques - Matthieu, Marc et Luc